# Małżeństwo osób tej samej płci w Massachusetts

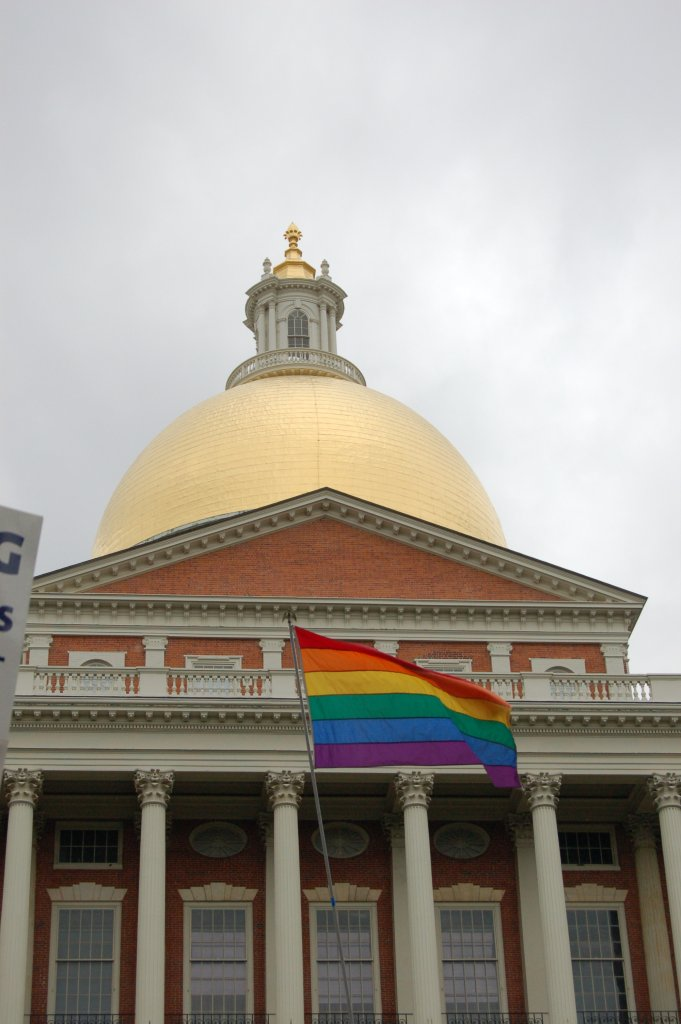
Massachusetts State House, 14 maja 2007, trzecia rocznica zalegalizowania małżeństw jednopłciowych w Massachusetts. Na pierwszym planie widoczna tęczowa flaga.

Małżeństwa osób tej samej płci w Massachusetts (jeden ze stanów USA) stały się legalne 17 maja 2004 roku na skutek orzeczenia stanowego Sądu Najwyższego w sprawie Goodridge przeciw Departamentowi Zdrowia Publicznego, które stwierdzało, że udzielanie ślubów tylko parom przeciwnej płci jest niezgodne z konstytucją stanu. Massachusetts jest szóstym na świecie rejonem po Holandii, Belgii, Ontario, Kolumbii Brytyjskiej i Quebecu, który zalegalizował małżeństwa jednopłciowe. Jest również pierwszym stanem USA, który to uczynił.

## Historia
Sprawa Goodridge przeciw Departamentowi Zdrowia Publicznego została wniesiona przez Glorię Bailey i Lindę Davies, Maureen Brodoff i Ellen Wade, Hillary Goodridge i Julie Goodridge, Gary'ego Chalmersa i Richarda Linnella, Heidi Norton i Ginę Smith, Michaela Horgana i Edwarda Balmelliego oraz Davida Wilsona i Roberta Comptona. Powodzi skutecznie dowiedli, że odmawianie parom homoseksualnym prawa do wzięcia ślubu jest niezgodne z konstytucją stanu. Sąd podkreślił jednak, że oryginalne prawo małżeńskie zabraniało homoseksualistom pobierać się, więc prawo to nie zostało zmienione przez orzeczenie w sprawie ("W tym miejscu nikt nie dowodzi, że obalenie prawa małżeńskiego jest dobrym rozwiązaniem"). Sąd w orzeczeniu z 18 listopada 2003 roku dał stanowym organom ustawodawczym 180 dni na "podjęcie działań wydających się być właściwymi" w tej kwestii. Gubernator Massachusetts, Mitt Romney, 17 maja 2004 roku nakazał pracownikom stanowych Urzędów Miast wydawanie zezwoleń na zawarcie małżeństwa dla par jednopłciowych. 
Pierwsze podania o zezwolenie dla par homoseksualnych za zawarcie małżeństwa złożono w Urzędzie Miasta Cambridge. Kolejka par jednopłciowych była tak długa, że nie zmieściła się w budynku; część par czekała już od wieczoru 16 maja. Począwszy od 12:01 17 maja pary zaczęły wypełniać Notices of Intent to Marry (zawiadomienia o zamiarze zawarcia małżeństwa); jako pierwsze złożyły je Marcia Hams i Susan Shepherd. Ratusze w innych miastach Massachusetts zaczęły przyjmować podania później, już w godzinach urzędowania.
W Massachusetts zazwyczaj obowiązuje trzydniowy czas oczekiwania na wydanie pozwolenia na zawarcie małżeństwa, ale wymóg ten wyjątkowo pominięto w stosunku do wielu homoseksualnych par, aby mogły pobrać się już 17 maja. Wśród nich było siedem par będących stronami w procesie, który zaowocował legalizacją małżeństw jednopłciowych; Julie i Hillary Goodridge złożyły podanie jako pierwsza para homoseksualna w Bostonie.
Urząd Miasta w Cambridge zebrał w krótkim czasie 227 podań o zezwolenie na zawarcie małżeństwa, a w Provincetown 113; w całym stanie w pierwszym dniu obowiązywania nowego prawa złożono ich ponad 1000. Dwie trzecie podań zostało złożone przez pary lesbijskie, pozostałe przez gejowskie; połowa par była ze sobą ponad dekadę. 40% par lesbijek wychowywało wspólnie dzieci. W pierwszym roku od wprowadzenia małżeństw jednopłciowych ponad 6200 par wzięło ślub, a w następnym roku ponad 1900. W okresie 2 lat od zalegalizowania małżeństw homoseksualnych w stanie, ponad 8100 par pobrało się; 64% z nich stanowiły pary lesbijskie. Dla porównania, w Massachusetts zawierane jest rocznie ponad 36000 heteroseksualnych małżeństw.

## Próby wprowadzenia poprawek do stanowej konstytucji
Natychmiast po ogłoszeniu wprowadzającego małżeństwa homoseksualne orzeczenia Sądu Najwyższego Massachusetts, ich przeciwnicy zaczęli podejmować kroki prawne zmierzające do uchylenia tej decyzji poprzez zmianę stanowej konstytucji. Ostatnia z tych prób została odrzucona przez stanowe organy ustawodawcze 14 czerwca 2007 roku. W rezultacie jej niepowodzenia małżeństwa jednopłciowe w Massachusetts pozostaną legalne przynajmniej do 2012 roku; do tego czasu zdelegalizować ich nie będzie mógł ani stanowy Sąd Najwyższy na drodze kolejnych orzeczeń, ani Sąd Najwyższy Stanów Zjednoczonych na drodze wprowadzenia poprawek zakazujących małżeństw jednopłciowych do federalnej konstytucji.

### Próba zmiany stanowej konstytucji
Aby zmienić stanową konstytucję, należy uzyskać poparcie Sądu Generalnego Massachusetts (The Great and General Court of the Commonwealth of Massachusetts) czyli połączonych izb stanowego parlamentu na dwóch posiedzeniach (zwanych konstytucyjnymi konwencjami) odbywających się w dwóch sesjach ustawodawczych w następujących po sobie latach, a następnie poddać poprawkę głosowaniu w referendum. Aby zaproponowana przez legislatorów poprawka została przyjęta, na dwóch konstytucyjnych konwencjach oddać na nią głos musi przynajmniej 101 z 200 członków Sądu Generalnego; poprawka zaproponowana w inicjatywie ludowej do przyjęcia potrzebuje przynajmniej 50 głosów na obydwu konwencjach. Poprawka, która zabroniłaby zawierania małżeństw homoseksualnych ustanawiając jednocześnie związki partnerskie zapewniające parom jednopłciowym te same prawa i obowiązki jak małżeństwo i zmieniająca zawarte już małżeństwa jednopłciowe w takie związki, została przyjęta na pierwszej konstytucyjnej konwencji, ale odrzucono ją podczas drugiej.
Wcześniejsza poprawka, która zastąpiłaby małżeństwa homoseksualne związkami partnerskimi, nie została przyjęta, gdyż wielu polityków o umiarkowanych poglądach, którzy początkowo głosowali za poprawką w ogóle, odrzuciło tę konkretną poprawkę. Przeciw niej głosowała także większość prawicowych polityków, którzy planowali zagłosować za inicjatywą ludową zakazującą małżeństw jednopłciowych bez jednoczesnego zastąpienia ich związkami partnerskimi. Jednakże poprawka zaproponowana w oczekiwanej inicjatywie ostatecznie (w przeciwieństwie do analogicznych inicjatyw w innych stanach) nie zabraniałaby w wyraźny sposób wprowadzenia związków partnerskich. Inicjatywa była sponsorowana przez organizację VoteOnMarriage.org. Jej tekst brzmiał: 

Kiedy [...] poprawka ta zostanie zaaprobowana przez obywateli, stan i jego polityczne podmioty będą definiować małżeństwo wyłącznie jako związek jednego mężczyzny i jednej kobiety.

### Zatwierdzenie inicjatywy ludowej
Inicjatywa została zatwierdzona 7 września 2005 roku przez stanowego prokuratora generalnego, Thomasa Reilly'ego. Do nieprzekraczalnego terminu, przypadającego na 7 grudnia, VoteOnMarriage.org zebrało 170 000 głosów na 65 825 wymaganych. Inicjatywa została zaskarżona w sądzie na podstawie 2 paragrafu 48 artykułu stanowej konstytucji, który zakazuje użycia inicjatywy ludowej w celu "unieważnienia orzeczenia sądu". W lipcu 2006 roku stanowy Sąd Najwyższy orzekł jednogłośnie, że proponowana poprawka nie ma na celu konstytucyjnego uchylenia sędziowskiej decyzji, gdyż definiowałaby tylko małżeństwa zawarte po jej ewentualnym przyjęciu. Gdyby poprawkę zatwierdzono, zakazałaby więc zawierania małżeństw homoseksualnych, ale nie unieważniłaby około 8 000 takich małżeństw zawartych przed jej wejściem w życie.

### Pierwsza konstytucyjna konwencja
Pierwsza konstytucyjna konwencja została przewidziana na 12 lipca 2006 roku, ale przełożono ją na 9 listopada - termin przypadający po stanowych wyborach. 9 listopada organy ustawodawcze zdecydowały, że wakacje parlamentarne konstytucyjnej konwencji potrwają aż do 2 stycznia.
19 listopada 2006 roku Mitt Romney, gubernator Massachusetts, skrytykował przed Izbą Stanową działania stanowych organów ustawodawczych mające na celu opóźnienie lub zapobiegnięcie przeprowadzeniu głosowania nad inicjatywą ludową dotyczącą małżeństw homoseksualnych. Romney zapowiedział, że poprosi jednego z sędziów stanowego Sądu Najwyższego o wymuszenie przegłosowania inicjatywy, jeśli nie zostanie ona rozpatrzona ostatniego dnia sesji ustawodawczej połączonych izb, czyli 2 stycznia 2007 roku, czyli zgodnie z nakazem zawartym w konstytucji stanu Massachusetts. Romney powiedział: "Kwestią nie jest to, czy pary homoseksualne powinny się pobierać. Kwestią jest to, czy 109 legislatorów będzie przestrzegać konstytucji".
27 grudnia 2006 roku Sąd Najwyższy Massachusetts, biorąc pod uwagę upomnienia burmistrza, orzekł jednomyślnie, że artykuł 48 stanowej konstytucji wyraźnie i jednoznacznie wymaga od organów ustawodawczych przeprowadzenia ostatecznego głosowania w sprawie wszystkich inicjatyw ludowych, które zostały przed nim złożone. Sąd jednakże stwierdził, że z powodu prawa, które wyraźnie rozgranicza władzę sądową i ustawodawczą, nie ma żadnego prawnego instrumentu, który mógłby wymusić na organach ustawodawczych działanie zgodnie z tym przepisem. Ostatecznie Sąd Generalny przegłosował poprawkę 2 stycznia 2007 roku, krótko przed zakończeniem jego sesji ustawodawczej 2005-2006. Poprawka otrzymała na konstytucyjnej konwencji 62 głosy za i w ten sposób pokonała pierwszy krok w drodze do ratyfikacji. Aby obywatele stanu mogli wyrazić w referendum swoje zdanie na jej, poprawka musiałaby jednakże zostać zatwierdzona także w sesji ustawodawczej 2007-2008. 

### Druga konstytucyjna konwencja
Drugie spotkanie połączonych izb stanowego parlamentu odbyło się 14 czerwca 2007 roku. Poprawka została odrzucona 151 głosami przeciw; za głosowało 45 parlamentarzystów. Zabrakło 5 głosów za, aby wymusić przegłosowanie kwestii w publicznym referendum.

### Proponowane poprawki w sprawie składania inicjatyw obywatelskich
Obecnie organy ustawodawcze Massachusetts rozważają, czy przedstawić wyborcom propozycję poprawki do konstytucji, która zabroniłaby składania inicjatyw ludowych postulujących ograniczenie zakresu "praw obywatelskich" lub "kwestii równości dostępu do ochrony prawnej". Tymczasem kolejna inicjatywa mająca na celu zakazanie zawierania małżeństw homoseksualnych może zostać złożona nie wcześniej niż w 2012 roku.

## Przebieg wydarzeń
- 7 maja 2002: Sędzia sądu powszechnego o jurysdykcji ogólnej w hrabstwie Suffolk, Thomas E. Connolly, wystosowuje opinię w sprawie Goodridge przeciw Departamentowi Zdrowia Publicznego, w której odrzuca wnioski powodów o rozpoznanwanie małżeństw homoseksualnych na mocy obowiązującej konstytucji stanu Massachusetts. Argumentując na podstawie historii stanowego prawa małżeńskiego oraz przepisów konstytucji, sędzia orzeka, że instytucja małżeństwa nie była neutralna płciowo i nie istnieje żadne fundamentalne prawo pozwalające na wprowadzenie małżeństw jednopłciowych. Sędzia konkluduje, że kwestią powinny zająć się stanowe organy ustawodawcze[1].

- 18 października 2003: Sąd Najwyższy Massachusetts orzeka stosunkiem głosów 4 do 3 w sprawie Goodridge przeciw Departamentowi Zdrowia Publicznego, że stanowy zakaz zawierania małżeństw homoseksualnych jest niekonstytucyjny i daje stanowym organom ustawodawczym 180 dni na zmianę prawa. Według Sądu stan Massachusetts nie "odmawia ochrony, przywilejów i obowiązków przyznawanych przez cywilne małżeństwo dwóm osobom tej samej płci, które życzą sobie wziąć ślub", ponieważ w stanowej konstytucji znajduje się ustęp zakazujący "tworzenia obywateli drugiej kategorii"[1].

- 4 lutego 2004: W oświadczeniu skierowanym do Senatu Massachusetts Sąd wyjaśnia, przysługująca parom heteroseksualnym możliwość zawierania małżeństw w obliczu możliwości zawierania tylko związków partnerskich przez pary homoseksualne jest niekonstytucyjną dyskryminacją. Sąd podkreśla potrzebę zmiany prawa małżeńskiego i dodaje, że "celem pewnego opóźnienia w wydaniu tego oświadczenia było przyznanie organom ustawodawczym możliwości dostosowania prawa do orzeczenia w sprawie[17].

- 11 lutego 2004: Zbiera się konstytucyjna konwencja, aby dokonać próby obalenia wyroku Sądu Najwyższego. Po sześciu tygodniach ożywionej debaty, stanowy parlament minimalną większością głosów przyjmuje poprawkę 105-92, która zakazałaby małżeństw homoseksualnych, ale zezwoliłaby na związki partnerskie. Poprawka weszłaby w życie po zatwierdzeniu przez organy ustawodawcze w 2005 roku i przyjęciu w głosowaniu powszechnym w 2006 roku[18].

- 16 kwietnia 2004: Stanowe organy ustawodawcze nadal nie podejmują żadnych działań nakazanych w orzeczeniu Sądu Najwyższego. Parlamentarzyści oświadczają: "[Romney] obarczył winą za zaniedbanie legislaturę, która jednakże musi stosować się do dyrektyw do Sądu Najwyższego w kwestii zmiany stanowego prawa małżeńskiego [...]" Romney odpowiada: "Jestem przekonany, że Sąd dał organom ustawodawczym 180 dni, aby mogły przejrzeć prawa nagromadzone przez wieki i zobaczyć, jak je dostosować lub oczyścić w celu zalegalizowania małżeństwa homoseksualnego; a organy ustawodawcze tego nie zrobiły". Senator Bruce E. Tarr oświadcza, że uważa, iż organy ustawodawcze do nieprzekraczalnego terminu 17 maja ostatecznie wprowadzą sformułowania neutralne płciowo do stanowego prawa małżeńskiego i stwierdza, że "nikt nie powinien interpretować dotychczasowego braku działania jako zapowiedzi braku działania w ogóle w tej kwestii"[19].

- 17 maja 2004: Na skutek orzeczenia Sądu Najwyższego burmistrz Romney nakazuje urzędnikom wydawanie parom jednopłciowym pozwoleń na zawarcie małżeństwa. Miasto Cambridge zaczyna wydawanie pozwoleń minutę po południu. Choć w Massachusetts obowiązuje trzydniowy okres oczekiwania na wydanie pozwolenia, wymóg ten zostaje wyjątkowo pominięty w stosunku do większości par[20]. Pierwsze małżeństwo zostaje zawarte 17 maja o 9:05 rano przez Tanyę McCloskey i Marcię Kadish zamieszkałe w Malden, podmiejskiej dzielnicy Bostonu[21].

- 7 września 2005: Stanowy prokurator generalny, Thomas Reilly, potwierdza brzmienie inicjatywy ludowej mającej zakazać zawierania małżeństw homoseksualnych: "Kiedy [...] poprawka ta zostanie zaaprobowana przez obywateli, stan i jego polityczne podmioty będą definiować małżeństwo wyłącznie jako związek jednego mężczyzny i jednej kobiety.".

- 14 września 2005: Odbywa się kolejna konstytucyjna konwencja, na której poprawka zostaje odrzucona 157 głosami przeciw i 39 za; wynik ten nie pozwala na przeprowadzenie ogólnostanowego referendum w tej sprawie[22].

- 7 grudnia 2005: VoteOnMarriage.Org zebrało 170 000 podpisów (z wymaganych 65 825) wymaganych do wymuszenia przeprowadzenia referendum w sprawie. Poprawka może być teraz przegłosowywana, jeśli 50 legislatorów zaaprobuje ją na konwencji w obecnej lub następnej sesji ustawodawczej. Pierwszą konwencję zostaje zaplanowana na 12 lipca 2006 roku[10].

- 30 marca 2006: Sąd Najwyższy utrzymuje w mocy Prawo 1913, które zabrania mieszkańcom innych stanów pobierać się w Massachusetts, jeśli ich małżeństwo byłoby nieważne w ich stanie pochodzenia. Sąd orzeka, że pary jednopłciowe, które na stałe zamieszkują w stanach zabraniających wprost w swym ustawodawstwie małżeństw homoseksualnych, nie mogą pobierać się w Massachusetts i odsyła sprawy z Nowego Jorku i Rhode Island do sądu powszechnego o jurysdykcji ogólnej, aby określił, czy małżeństwa homoseksualne są zabronione w tych stanach[23].

- 29 września 2006: Sędzia sądu powszechnego o jurysdykcji ogólnej, Thomas E. Conolly, orzeka, że małżeństwa homoseksualne nie są zabronione w Rhode Island. W uzasadnieniu Conolly pisze:

Przed sądem nie przedstawiono żadnej konstytucyjnej poprawki, ustawy ani decyzji sądu apelacyjnego w Rhode Island, która wyraźnie uznaje małżeństwa jednopłciowe za niemające mocy prawnej lub otwarcie ich zakazuje; po gruntownych poszukiwaniach sąd nie znalazł takiego prawa.

- 27 grudnia 2006: Sąd Najwyższy w Massachusetts orzeka jednomyślnie, że osoby tworzące stanowe organy ustawodawcze są konstytucyjnie zobligowane do przegłosowywania wszystkich inicjatyw obywatelskich przed zakończeniem każdej sesji ustawodawczej. To orzeczenie wytrąca argumenty z ręki przeciwnikom wprowadzenia poprawki do konstytucji, którzy powtarzali, że 48 artykuł stanowej konstytucji Massachusetts nie nakazuje legislaturze działania. Sąd jednak zaznacza, że on sam jednakże nie ma możliwości nakazania rozpatrzenia inicjatywy i jednomyślnie wyraża opinię:

Członkowie sesji połączonych izb mają konstytucyjny obowiązek głosowania, na "tak" lub "nie" we wszystkich nierozstrzygniętych inicjatyw obywatelskich zawierających poprawki do konstytucji przed rozpoczęciem wakacji parlamentarnych 2 stycznia 2007 roku. Z szacunkiem wobec działań ustawodawczych w propozycji poprawek do konstytucji przedstawionych Sądowi Generalnemu w formie inicjatywy ustawodawczej, język artykułu 48 nie jest niejasny.

- 2 stycznia 2007: Proponowana poprawka zostaje przegłosowana ostatniego dnia sesji ustawodawczej w 2006 roku. 132 głosujących jest przeciw jej przyjęciu, a 61 za - wystarczająco, aby wymusić przegłosowanie kwestii w następnej sesji legislacyjnej.

- 14 czerwca 2007: Proponowana poprawka została odrzucona. Tym razem 151 głosujących sprzeciwia się jej wprowadzeniu, a za wprowadzeniem jest 45 - o 5 za mało, aby przesunąć kwestię na głosowanie w listopadzie 2008 roku. 4 legislatorów było nieobecnych lub wstrzymało się od głosu[5].

- 15 lipca 2008: Senat stanu Massachusetts uchylił zapis pozwalający tylko parom homoseksualnym zamieszkałym w tym stanie na zawieranie małżeństw homoseksualnych. Oznacza to, że geje i lesbijki z całego kraju mogą przyjeżdżać do stanu Massachusetts i zawierać małżeństwa niezależnie od tego czy stan, w którym mieszkają uznaje małżeństwa osób tej samej płci.